# 9-1-1: Nashville
Production
Diffusion
Chronologie
9-1-1
9-1-1: Lone Star
9-1-1: Nashville est une série télévisée américaine créée par Ryan Murphy, Brad Falchuk et Tim Minear, dont la diffusion est prévue pour le 9 octobre 2025 sur le réseau ABC et en simultané sur le réseau CTV au Canada. Pour les pays francophones, la série sera diffusée sur la plateforme Disney+.
Il s'agit de la troisième série de la franchise 9-1-1 de Ryan Murphy, Brad Falchuk et Tim Minear. Elle suit les membres d'une caserne des sapeurs-pompiers de Nashville.

## Distribution

### Acteurs principaux
- Chris O'Donnell : Don Hart, capitaine de la caserne
- Jessica Capshaw : Blythe Hart, la femme du capitaine Don Hart et mère de Ryan
- Michael Provost : Ryan Hart, pompier et fils du capitaine
- Hailey Kilgore (en) : Taylor Thompson, pompier et chanteuse
- Juani Feliz (en) : Roxie Alba, une accro à l'adrénaline et ancien chirurgien traumatologue
- Hunter McVey : Blue Bennings, un ancien strip-teaseur devenu pompier
- LeAnn Rimes : Dixie Bennings, mère de Blue
- Kimberly Williams-Paisley : Cammie Raleigh, régulatrice du 911

### Acteurs récurrent
- Gregory Alan Williams : Harold Foster
- MacKenzie Porter : Samantha Hart
- Tim Matheson : Edward

### Invités
- Kane Brown (en) : lui-même

## Production

### Développement
En octobre 2024 à la suite des succès de la série origine 9-1-1, il est annoncé que la chaîne américaine ABC préparerait une nouvelle franchise dont l'intrigue se déroulerait à Hawaï.
Le 24 février 2025, la chaine ABC annonce la commande de la série 9-1-1: Nashville.
9-1-1: Nashville est écrite et produite par les co-créateurs de la franchise, Ryan Murphy et Tim Minear, ainsi que par Rashad Raisani, showrunner de 9-1-1: Lone Star.
Produite par 20th Television en association avec Ryan Murphy Television, 9-1-1: Nashville sera également produite par Brad Falchuk, co-créateur de 9-1-1 et 9-1-1: Lone Star avec Ryan Murphy. Angela Bassett, star de 9-1-1, également productrice déléguée de Nashville rejoint la production de la série avec Chris O'Donnell et Chad Lowe. Tim Minear, showrunner, producteur délégué de 9-1-1: Lone Star et producteur délégué de 9-1-1 ainsi que Rashad Raisani, showrunner et producteur délégué de 9-1-1: Lone Star sont également producteurs délégués de la série.

### Distribution des rôles
Le 18 mars 2025, il est annoncé que l'acteur Chris O'Donnell connu pour son rôle dans la série NCIS : Los Angeles jouera le rôle principal de la série,.
Le 18 avril 2025, l'actrice Jessica Capshaw, connue pour son rôle dans la série Grey's Anatomy, rejoint le casting. Elle incarnera l'épouse du capitaine Don Sharpe.
Le 8 mai 2025, il est annoncé que LeAnn Rimes et Kimberly Williams-Paisley rejoignent le casting. Le 3 juin 2025, Michael Provost, Juani Feliz (en), Hunter McVey et Hailey Kilgore (en) rejoignent officiellement la distribution.
Le 15 août 2025, Gregory Alan Williams, MacKenzie Porter et Tim Matheson rejoignent la distribution.

## Épisodes
| Saison | Saison | Nombre d'épisodes | Diffusion originale sur ABC | Diffusion originale sur ABC |
| Saison | Saison | Nombre d'épisodes | Début de saison             | Fin de saison               |
| ------ | ------ | ----------------- | --------------------------- | --------------------------- |
|        | 1      | NC                | 9 octobre 2025              | NC                          |

### Liste des épisodes
1. Titre français inconnu (Pilot)
2. Titre français inconnu (Forces of Nature)